# Solenotus fletcheri
Solenotus fletcheri is een vliesvleugelig insect uit de familie Encyrtidae. De wetenschappelijke naam is voor het eerst geldig gepubliceerd in 1889 door Cockerell.